# Ford Fiesta RS WRC
Der Ford Fiesta RS WRC wurde von 2011 bis 2021 gebaut und in der Rallye-Weltmeisterschaft eingesetzt. Ende 2012 zog sich Ford aus der Rallye-WM als Werksteam zurück und M-Sport übernahm die Autos für das M-Sport World Rallye Team. Zwar besteht seither eine enge Zusammenarbeit zwischen M-Sport und Ford, offiziell gilt das Fahrzeug aber als britisches Auto. Für andere Rallye-Klassen werden die Modelle Fiesta RRC (WRC2), Fiesta R5 (WRC2), Fiesta S2000 (WRC2 und WRC3), und der Fiesta R1 und R2 (nationale Meisterschaften) hergestellt und verkauft.
In den Jahren 2017 und 2018 gewann Sébastien Ogier zwei Fahrer-Weltmeisterschaften mit dem Fiesta RS WRC. Dazu gewann M-Sport 2017 auch die Hersteller-WM.

## Technische Daten
| Technische Details 2020er Modell | |
| Datenbezeichnung                 | |
| Motor                            | |
| Motorbauweise                    | Vierzylinder mit Turbolader 16 Ventile, Ford EcoBoost |
| Höchstdrehzahl                   | 6000/min |
| Drehmoment                       | 450 Nm bei 4000/min |
| Air Restrictor                   | 36 mm (FIA-Norm) |
| Kraftübertragung                 | |
| Kraftübertragung                 | Allradantrieb |
| Getriebe                         | Sequenzielles 6-Gang-Getriebe plus Rückwärtsgang |
| Kupplung                         | M-Sport / AP Racing Doppel-Scheibe |
| Fahrwerk                         | |
| Vorder-/Hinterachse              | MacPherson-Federbeine mit einstellbaren Dämpfern |
| Lenkung                          | Zahnstangenlenkung mit hydraulischem Servo |
| Bremsen                          | Schotter(vorne und hinten): 300 mm belüftete Brembo-Scheiben mit Brembo-Vierkolben-Monoblock-Bremssätteln. Asphalt (vorne und hinten): 370 mm / 355 mm belüftete Brembo-Scheiben mit Brembo-Vierkolben-Monoblock-Bremssätteln. Hydraulische Handbremse. |
| Räder                            | 8×18 Zoll (Asphalt) 7×15 Zoll (Schotter) |
| Reifenmarke                      | Michelin, Pirelli |
| Karosserie                       | |
| Bauart                           | Verstärkte Serien-Stahlkarosserie (FIA-Norm) |
| Spurweite                        | 2493 mm |
| Fahrleistung                     | |
| Höchstgeschwindigkeit            | bis 201 km/h |
| Gewicht                          | 1190 kg (Minimum) |